# パパイア
- パパイア
- パパイヤ

パパイア（パパイヤ、蕃瓜樹、万寿果、英: Papaya、学名: Carica papaya）は、パパイア科パパイア属の常緑小高木、またはその果実である。別名「チチウリ（乳瓜）」「モッカ／モクカ（木瓜）」などとよばれることもある。園芸学会での正式呼称は「パパイア」だが、農業界では「パパイヤ」を正式呼称とするため、農薬登録名は「パパイヤ」となる。
リンネの『植物の種』(1753年) で記載された植物の一つである。熱帯果樹で、食用になる果実は500グラムから1キログラムほどあり、熟すとやわらかく多汁で甘い。果肉は黄肉種が多いが赤肉種もある。

## 原産地・生育環境
メキシコ南部から西インド諸島を原産。16世紀初めにヨーロッパ人に発見された。多くの熱帯の国々で栽培されている。日本でも農業の対象になっている（九州では露地栽培も可能）ほか、沖縄などで人家の庭に自生している。
耐寒性に乏しく、生育適温は25-30℃、生育最低温度は15℃で、10℃以下になると生育を停止する。

## 形態

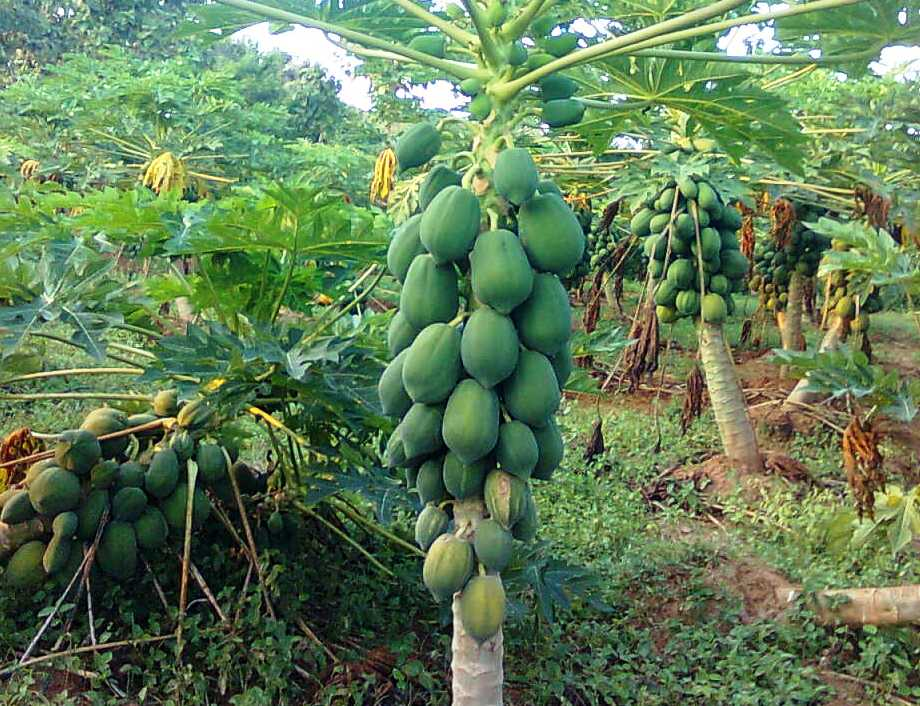
パパイアの木

草本性の常緑小高木で、大きくなると10メートル (m) ほどに達するが、矮性種は2 - 3 mほどになる。パパイアは多年生植物であり、背が高くなり、しかも次第に茎が太くなるので、樹木と見ることができるが、茎は非常に柔らかく、台風などで容易に倒れる。また幹部は木質化しておらず、倒れたものが枯れると、すぐに腐って軟化するため、木ではなく草として捉えられる場合もある。従って、ごく一部の解説書などでは、「草本類」と記載されている場合がある。
真っ直ぐに伸びた茎の先に長い葉柄を持つ大きな葉が集中しており、葉質は薄くて柔らかい。葉は大型の掌状で、イチジクの葉の形にも似た大きな切れ込みが入り、幹の上部から八方にまばらに長い葉柄をつけて突き出してつく。葉が落ちると、幹には大きな葉痕が残る。
花は茎の先端近く、葉の下側に出る。通常は雌雄異株で、雄花は長い花序になって垂れ下がる。花は黄緑色で目立たない。果実は長さ10センチメートル (cm) ぐらいのものから大きなものになると30 cmにもなる。果実は食用にされ、一般に流通しているものは15 - 20 cmくらいのものが多く見かけられる。

## 生産
タイやフィリピンなどから日本に輸入される場合も多い。日本国内でも18世紀から沖縄で栽培されており、2016年の生産量は487トン。鹿児島県（364トン）で7割を占める。自生する沖縄ではパパイア生産が産業として成り立ちにくいといわれる。理由としては、繁殖力が強く、軒先に自生しており、雑草的に捉えられていることや、台風に弱く生産量が不安定なことがあげられる。また、沖縄など国内で栽培されているパパイアは生産効率を確保するためソロ（両性花）種が多く用いられている。日本国内に輸入されている約90%がソロ種である。

## 栽培
パパイアの種を蒔くと簡単に発芽するので、観葉植物として楽しむことが出来る。ただし、発芽にある程度の温度が必要なので、日本本土では5月頃に蒔くのがよい。また苗木でも実生苗でも結実まで1-2年かかる。雌雄異株なので、結実を目指すのなら数株育てる必要がある。雌花開花後に雄花の花粉を受粉させれば果実が育つ。また、温度によっては両性花がつくこともある。この場合は1株でも果実が得られる。
近年は樹高が1m程度の矮生種も開発されているので、条件さえ揃えば植木鉢等で結実させることも可能である。
またハダニや線虫の害を受けるが、薬剤に弱いので薬剤の散布は避けなければならない。
現在主流のFI両性品種の場合、同一品種内に両性と雌性が混在する。単体で栽培した場合両性は自家受粉により着果する。雌性は単為結果により着果しその場合種無しの果実となる。相対的に雌性は丸い果実に、両性は長い果実が実る。
2012年頃より日本本土での野菜栽培が活発に行われ始める。きっかけは「獣害による被害が無い」「目立った病害虫が無い」栽培の容易性と、野菜としての果実に含まれる酵素成分に注目が集まったからである。また家庭園芸向けや営利栽培向けにパパイヤ苗を取り扱う店舗が増え、本州でも4月中旬に苗が販売されることで春定植-秋収穫の作型が提唱され広まった。
青パパイヤ栽培はその珍しさもあってローカルニュースで取り上げられることも多く、地域活性化への特産品目としても注目を浴びている。ここ数年はより本州向きとされる早生性、より節間長の短い品種が多数紹介され、家庭菜園用にも「青パパイヤ苗」としホームセンターなどでも購入できるほど一般化しつつある。

## 利用
果実は果物として食べたり、ジュースやドライフルーツなどにする。また未熟果は野菜として利用したり、若葉や随も野菜として使われる。そのほか、薬用にしたり、種子は香辛料になる。

### 果物として

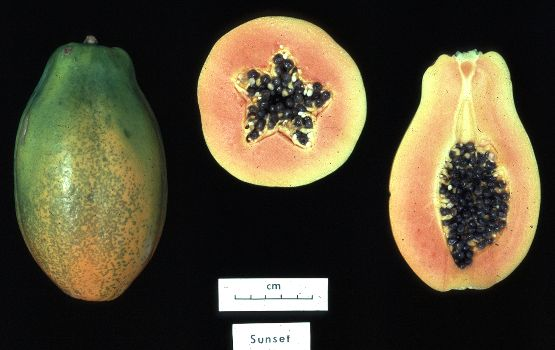
パパイアの実

熟すると黄色い果実ができる。粒々の黒い種子が中央の中空部分にたくさんあるが、種子は取り除いて、周りの果肉を食べる。甘さが強く独特の癖があるので、レモン汁をかけて、酸味を加える場合もある。未熟なパパイアは常温において追熟する。熟したものは冷蔵して保存し、早めに消費する。
果肉は、細く切って乾燥させ、ドライフルーツにもする。台湾（特に高雄）では、牛乳と果肉をミキサーにかけて混ぜた「パパイア牛乳」が名物となっており、紙パック入りの商品もある。香港には黄色く熟れた実の先端をくりぬいて、壷状にし、スープを入れて蒸す料理がある。順徳料理のデザートとして、シロップ煮にしたパパイアがあり、同じくシロップ煮にした梨、白木耳、鶏卵などと組み合わされる場合もある。なお、除かれてしまう種子はワサビと同じく硫化アリルを含むことから、ワサビと同じ味がする。ブラジルではパパイアを用いたクリーム・ド・パパイアという菓子が食べられている。
熟した果実には、β-カロテン（体内でビタミンAに変わる）、ビタミンC、ビタミンEが豊富に含まれている。がん予防によいといわれるカロテノイド色素の一つ、β-クリプトキサンチンも含まれている。

### 野菜として

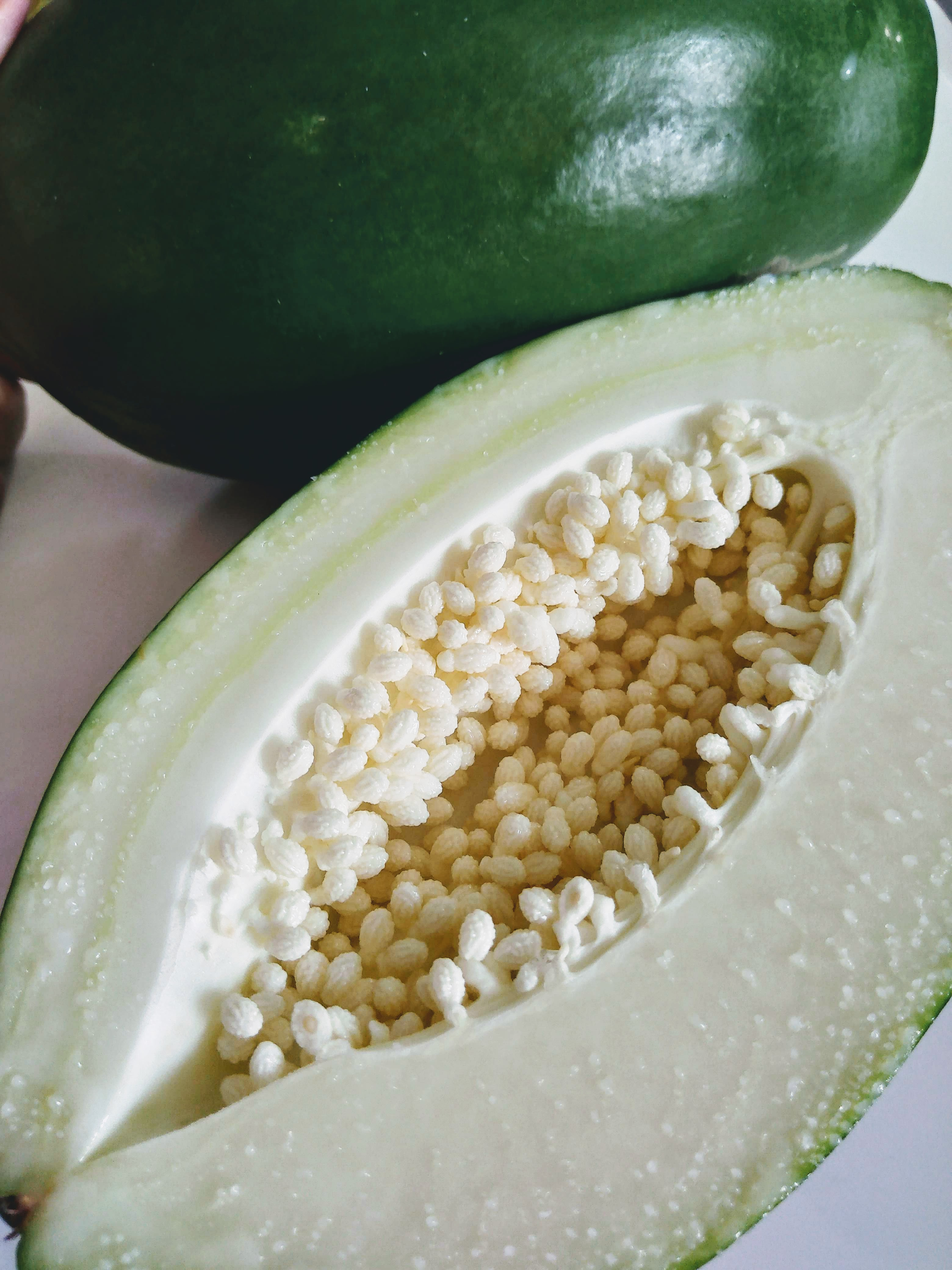
パパイヤの未熟果（青パパイヤ）

野菜利用の場合、日本では未熟果を「青パパイヤ」「野菜パパイヤ」とよび、英語圏では「Green Papaya」とよぶ。
沖縄やフィリピン、タイなどでは、果物としてよりもむしろ「青パパイヤ」を野菜として扱う。青パパイヤには、たんぱく質や糖分、脂質を分解する酵素パパインが含まれており、肉を軟らかくしたり、消化を助ける働きがある。
未完熟で青いパパイアの皮を剥いて種をとり、果肉を千切りにして水にさらして灰汁を抜いて、炒め物、サラダ、天ぷらなどに使われる。また、青いパパイヤを甘辛い漬け汁と合わせ、漬物（パパイヤ漬け）に使われる。沖縄では味噌漬けや醤油漬けにしたり、油炒め（チャンプルー）にして食べる。
タイでは、同じく青いパパイヤの皮をむき、果肉を千切りにしてニンニク、唐辛子、パクチー、ナンプラー、うま味調味料などと和えた「ソムタム」というサラダにする。タイでは乾燥させたものをかんぴょうの代用にし、日本向けの輸出食品に用いることがある。
根の一部は柔らかいうえにデンプンを含むので、第二次世界大戦で南方の島々に孤立した日本兵は、実を食べ尽くした後は根を掘って食用にしていた。21世紀になり、日本で野菜としての食べ方が知られ、需要が生まれると、亜熱帯性ではない栃木県などでも生産、出荷が行なわれるようになった。

### 茶葉として
葉にはポリフェノールが多く含まれているため、健康茶として利用される。

### ペットフードとして
ウサギが好んで食べるため、乾燥した葉や茎がウサギ用のおやつとして商品化され流通している。ウサギ専門店では夏から晩秋にかけて「パパイヤ生葉」を販売している店舗もある。

### 食品添加物として
未熟果に多く含まれるタンパク質分解酵素のパパインは、食肉軟化剤や消化促進剤として広く用いられている。

### 洗顔料として
パパイアの実を切ったときに出る白い液体（パパイン酵素）を粉状にし、精製したものを洗顔料として使う。強い洗浄力があり、ニキビに悩む女性たちに人気がある。

### 薬用
パパイヤは、強心剤、降圧剤、鎮痛剤として医療に役立つといわれる。
パパイン酵素は消毒作用があり、肌の傷、やけど、アザ、カサ付き、ひび割れ、アトピー、日焼け後のケア、肌荒れ、虫さされ、ニキビ等などに効き、リップバームや軟膏剤として使用されている。
パパイヤの葉は様々な民間療法に使われている、近年の研究ではそのメカニズムが解明されつつある。
デング熱
血球と血小板を増やしたり、肝臓を修復したりする。
各種がん
抗腫瘍免疫系などの調節を担うTh1サイトカインの産生を促進する。
マラリア
メカニズムは科学的に証明されていない。
消化促進
カルパインが、消化機能を妨げることが多い微生物を殺菌する。
その他の用途
下記に有効とする研究報告がある。
にきび薬、食欲増進、月経痛緩和、食肉軟化剤、吐き気の緩和。便秘薬、強心剤、解熱剤、疝痛薬、脚気、リウマチ薬、胃薬、高血圧治療、黄疸・糖尿病・皮膚炎・傷の治療、血液浄化剤、利尿薬、抗・駆虫薬、体重減少、肥満、動脈硬化。